# Karin Zech-Hoop

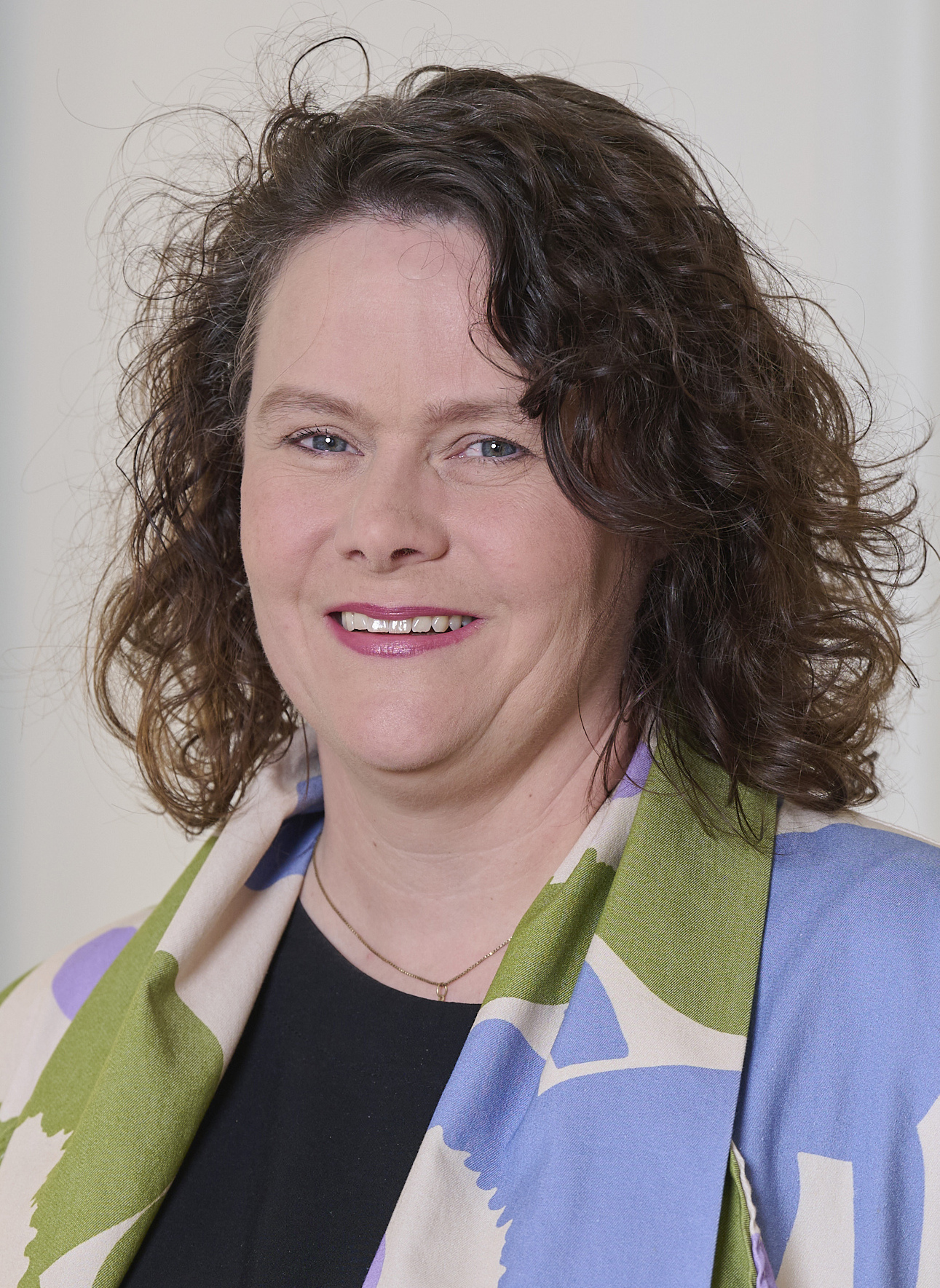
Karin Zech-Hoop (2025)

Karin Zech-Hoop (* 16. November 1973 in St. Gallen) ist eine liechtensteinische Politikerin (FBP). Seit 2021 ist sie Abgeordnete im liechtensteinischen Landtag.

## Biografie
Karin Zelch-Hoop absolvierte von 1980 bis 1985 die Primarschule in Schaan, von 1985 bis 1988 die Realschule St. Elisabeth in Schaan und von 1988 bis 1993 die Bundeshandelsakademie in Feldkirch.
Zech-Hoop studierte Wirtschaftswissenschaften an der Universität St. Gallen und erhielt ein Lizenziat (lic.oec.HSG). Anschliessend arbeitete sie im Amt für Volkswirtschaft. Später absolvierte sie ein Nachdiplomstudium in internationalem Wirtschaftsrecht, welches sie mit einem Executive Master European and International Business Law (Executive M.B.L.HSG) abschloss. Zech-Hoop wechselte nun zur Regierung des Fürstentums Liechtenstein und wurde als Mitarbeiterin der Regierung in Bereichen Gesundheit, Soziales und Wirtschaft tätig. Danach arbeitete sie als Verwaltungsdirektorin bzw. Spitaldirektorin beim Liechtensteinischen Landesspital. Anschliessend wurde sie Geschäftsleiterin im familieneigenen Weinbaubetrieb und Whiskyladen, der Hoop Whisky GmbH, sowie stellvertretende Geschäftsleiterin beim Liechtensteinischen Krankenkassenverband (LKV).
2019 wurde sie in den Gemeinderat von Eschen gewählt. Bei der Landtagswahl in Liechtenstein 2021 wurde sie für die Fortschrittliche Bürgerpartei in den Landtag des Fürstentums Liechtenstein gewählt.
Am 28. Juli 2006 ging Karin Zech-Hoop die Ehe mit dem Winzer Uwe Hoop (* 10. Juni 1973) ein und bekam zwei Kinder.